# De haaienrots (Nys)
De haaienrots is het 93ste stripverhaal van Jommeke. De reeks wordt getekend door striptekenaar Jef Nys.

## Verhaal
Professor Gobelijn wordt uitgenodigd op een internationale bijeenkomst van wetenschapsmensen op Barbados. Met het vliegtuig reizen hij, Jommeke, Filiberke en de Miekes naar Caracas. Vandaar gaat het per schip naar Barbados. Tijdens de reis verdwijnt professor Gobelijn echter spoorloos, niet ver van de drakenrots, een eenzame rots in zee. Omdat het er de laatste tijd krioelt van de haaien wordt hij tegenwoordig ook wel haaienrots genoemd. De kapitein van het schip regelt de terugreis van Jommeke en zijn vrienden. Jommeke denkt echter dat Gobelijn ontvoerd werd en ze keren met de plastieken walvis terug naar de drakenrots. Terwijl Filiberke de haaien afleidt gaan Jommeke en Flip op verkenning. Aan de voet van de rots ontdekken ze een tunnel. Aan het einde daarvan bevindt zich een sas. Als ze daardoor zijn, zitten ze in het geheim onderzeese hoofdkwartier van de Zwarte Haaien. De leider daarvan is een zekere professor Terragoras. Die heeft Gobelijn ontvoerd om dankzij stralen, die die moet uitvinden, over de wereld te kunnen regeren. Terragoras ontdekt echter de plastieken walvis en neemt Filiberke en de Miekes gevangen. Professor Gobelijn, die stiekem aan slaapstralen heeft gewerkt legt het hele complex in slaap. Op Flip, de papegaai, hebben die echter geen werking en hij kan Jommeke wakker maken. Gobelijn schakelt de radiosignalen naar de haaien, die zo aan de rots worden gehouden, uit. Dan nemen ze Terragoras en zijn bende mee in de plastieken walvis en zetten ze af op een onbewoond eiland.

## Achtergronden bij het verhaal
- In dit album verschijnt voor het eerst professor Terragoras. Een kwaadaardig genie dat de wereld wil veroveren. Hij is de leider van een bende die de Zwarte Haaien.
- Terragoras zal jaren later in het verhaal, Het bedreigde paradijs, opnieuw ten tonele verschijnen.